# Tongren Fenghuang Airport
Tongren Fenghuang Airport (kinesiska: 铜仁凤凰机场, Tóngjìn Fènghuáng Jīchǎng) är en flygplats i Kina. Den ligger i provinsen Hunan, i den södra delen av landet, omkring 360 kilometer väster om provinshuvudstaden Changsha. Tongren Fenghuang Airport ligger 706 meter över havet.
Runt Tongren Fenghuang Airport är det ganska tätbefolkat, med 207 invånare per kvadratkilometer. Närmaste större samhälle är Panxin, 16,9 km norr om Tongren Fenghuang Airport. I omgivningarna runt Tongren Fenghuang Airport växer huvudsakligen savannskog.
Genomsnittlig årsnederbörd är 1 704 millimeter. Den regnigaste månaden är maj, med i genomsnitt 282 mm nederbörd, och den torraste är januari, med 36 mm nederbörd.